# Подрињска област
Подрињска област је била једна од 33 области Краљевинe СХС. Налазила се на подручју данашње Србије. Седиште јој је било у Шапцу. Настала је 1922. када је Краљевина СХС подељена на области, углавном је заузимала исти простор као ранији Подрињски округ. Постојала је до 1929. године, када је укинута, a њено подручјe је укљученo у састав Дринске бановине.
Административна подела
Област је садржавала срезове:
- Азбуковачки (Љубовија)
- Јадрански (Лозница)
- Мачвански (Богатић)
- Посавотамнавски (Владимирци)
- Поцерски (Шабац)
- Рађевски (Крупањ)